# 14926 Hoshide
14926 Hoshide (1994 VB3) là một tiểu hành tinh vành đai chính được phát hiện ngày 4 tháng 11 năm 1994 bởi K. Endate và K. Watanabe ở Kitami.